# Ins
Ins (franska: Anet) är en ort och kommun i distriktet Seeland i kantonen Bern i Schweiz. Kommunen har 3 723 invånare (2023).